# Johannes Bader
Johannes Bader (* um 1487 in Straßburg; † 16. August 1545 in Landau in der Pfalz) war ein deutscher Theologe und Reformator.

## Leben und Wirken
Über die Jugend und den Bildungsweg Baders ist nichts bekannt. Erstmals findet man ihn 1509 als Erzieher Ludwigs II. von Pfalz-Zweibrücken in Zweibrücken, wo er 1514 Kaplan wurde. 1518 wurde er als Pfarrer an die Stiftskirche in Landau berufen. Diese Stelle trat er 1520 nach einem Studium in Heidelberg an.
1522 trat er offen gegen die Missbräuche der römisch-katholischen Kirche auf und verurteilte besonders die Ohrenbeichte. Sein kritisches Auftreten stieß auf Widerstand und er wurde deswegen am 20. März 1523 vor das bischöfliche Gericht in Speyer geladen. Die am 28. April und 17. Juli 1523 geführten Verhandlungen gegen ihn endeten damit, dass ihm entsprechend dem Nürnberger Reichsabschied von 1523 zugestanden wurde, „das heilige Evangelium zu predigen und sich den kaiserlichen Mandaten gehorsam zu halten“. Jedoch trat Bader immer entschiedener gegen Fegefeuer, bezahlte Messen und Heiligenverehrung auf. Dies brachte ihm eine weitere Ladung nach Speyer am 10. März 1524 ein. Um sich einer Verhaftung zu entziehen, erschien Bader nicht und verantwortete sich schriftlich. Da man ihm seine Verantwortung nicht gewährte, wurde er am 17. April mit dem Bann belegt. Daraufhin appellierte er an das zu erwartende Nationalkonzil.
Bader blieb in Landau, wo ihn der Stadtrat der freien Reichsstadt vor dem Bischof Georg von der Pfalz schützte, der seine Auslieferung mehrfach verlangte. Da der Bischof diese nicht erreichte, versuchte er mit Unterstützung seines Bruders, des Kurfürsten Ludwig V. von der Pfalz, und des Kaisers Ferdinand I., Baders Entlassung aus dem Predigeramt zu erreichen. Gleichzeitig stellte das Landauer Stift, das nominell Baders Pfarrstelle finanzierte, die Gehaltszahlungen an Bader ein. Da ihn von nun an aber der Stadtrat für seine Dienste entschädigte, verlief das Unterfangen des Bischofs erfolglos.
Die Bürger Landaus standen hinter Bader, der sich in seiner Gemeinde vor allem der Jugendarbeit widmete und für diese 1526 den ältesten evangelischen Katechismus verfasste. Auch trat er dem täuferischen Treiben des Hans Denck entgegen. Als seine Widersacher das Gerücht verbreiteten, er habe einer Bäuerin, die eine Gans unter dem Arm trug, das Sakrament reichen wollen, wobei die Gans die Hostie erhascht habe, entwickelte er seine Sakramentsauffassung, die der Abendmahlslehre seines Freundes Martin Bucer nahestand. 1536 trat er der Wittenberger Konkordie bei.
In den letzten Lebensjahren machte sich Kaspar Schwenckfelds Einfluss bei ihm immer deutlich bemerkbar. Bader stand in engem brieflichen Kontakt mit Schwenckfeld. Dazu passt die Information, dass Bader ab etwa 1541 wegen der seiner Meinung nach unzureichenden sittlichen Zustände in seiner Gemeinde in Landau keine Abendmahlsfeier mehr gehalten haben soll. Denn nach der Auffassung Schwenckfelds und offenbar auch Baders sollten nur die „Würdigen“ (d. h. diejenigen, die sich in ihrem täglichen Leben sittlich einwandfrei verhalten) zum Abendmahl zugelassen werden. Da Bader seit 1538 mehrfach krank war, erbat er sich 1543 einen Helfer (Diakon); aber lange konnte er nicht mehr wirken, da er am 16. August 1545 verstarb.

## Schriften
- De vero atque legitimo dominicae usu sermo, 1526
- Eyn Gespräch Büchlein vom Anfangk des christlichen Lebens mit dem jungen Volk zu Landaw, 1526 (erster evangelischer Katechismus überhaupt)
- Brüderliche Warnung für dem newen abgöttischen Orden der Wiedertäufer, 1527
- Summarium und rechenschaft vom abentmal unseres Herrn Jesu Christi, 1533
- Christliche Reformation in dem Kirchenampt und Sacramenthandel für das Christlich völcklin zu Landau, 1534
- Catechismus oder Christliche Schülerstück, wie die mit der Jugent zu Landawe gehandelt werden, 1544